# 720p

Comparação entre resoluções de vídeo

720p (1280 x 720) é um padrão de resolução de vídeo digital de alta resolução (HDTV), onde o número 720 representa 720 linhas horizontais de resolução vertical, enquanto a letra p representa que se trata de uma varredura progressiva. Ao ser transmitido na velocidade de 60 quadros por segundo, 720p apresenta a maior resolução temporal possível sob o padrão ATSC (sigla de Advanced Television System Committee). A varredura progressiva reduz a necessidade de prevenir cintilação filtrando pequenos detalhes.
O 720p foi concebido nos laboratórios AT&T Bell Labs no final da década de 1980, sob supervisão de Arun Netravali. O projeto começou quando a Zenith propôs à AT&T uma parceria para desenvolver um formato analógico de HDTV comparável com o sistema japonês. Netravali, em Murray Hill, junto de Barry Haskell, em Holmdel, e outros especialistas em processamento de imagem em Bell Labs e William Schreiber no MIT, rapidamente elaboraram um padrão digital utilizando código de bloco DCT. Cerca de cinquenta engenheiros foram contratados e um protótipo foi construído em Murray Hill utilizando hardware logicamente programável Xilinx. Os dirigentes da Zenith e da AT&T cancelaram o projeto de HDTV analógica após do sistema digital experimental 720p, e a Zenith decidiu desenvolver um sistema de modem de radiofrequência para transmissão de vídeo digital. O sistema 720p competiu contra outros padrões durante julgamento da FCC e foi particularmente notado por sua falta de cintilação. O conflito entre formatos entrelaçados (suportados pela indústria televisiva) e os de varredura progressiva (suportados pela AT&T, Microsoft, entre outros) foi extremamente contencioso nos primeiros dias de formatos propostos.

## Compatibilidade
720p é diretamente compatível com as novas tecnologias de tela plana, como plasma e LCD, que são inerentemente progressivas e precisam executar um procedimento de desenlace para exibir material feito em 1080i. 720p deve ser convertido para ser exibido em um uma televisão CRT (de tubo) que geralmente transmitem apenas conteúdo entrelaçado. Contudo, monitores de computador CRT são dispositivos unicamente progressivos que pode ser executado em 1280×720p60 quer nativamente, quer através ajustes na taxa de atualização.

## Especificações
720p assume formato widescreen 16:9 e uma resolução horizontal de 1280 pixels de um total de 0,92 milhão de pixels. A taxa de quadros pode implícita pelo contexto ou ser especificada em hertz após a letra p, por exemplo, 720p30, significando 30 hertz. As cinco taxas de quadros mais comuns são 24, 25, 30, 50 e 60 Hz (ou fps). No geral, países em que o PAL e o SECAM são tradicionalmente usados (Europa, Austrália, grande parte da Ásia, África e parte da América do Sul), são ou serão utilizadas as taxas de 25p e 50p. Noutros países, onde é comum o NTSC (América do Norte e Central, Japão, Coreia do Sul e Filipinas) são utilizados 24p para filmes e 60p para programação em alta resolução. Todas as variantes são suportadas nos dois formatos de televisão, ATSC e DVB, ISDB e DMB.

## 720p versus 1080i
Muitas emissoras utilizam 720p50/60 como formato primário de alta definição; outras utilizam o padrão 1080i. Enquanto 720p apresenta para o espectador um quadro com 720 linhas completas com frequência entre 24 e 60 quadros por segundo, dependendo do formato, o 1080i exibe a imagem em frequência de 50 a 60 quadros de 540 campos de linhas parciais por segundo (24 campos de 1080 linhas completos, ou "24p", está incluído no padrão ATSC), onde o olho humano ou um desenlaçador incorporado no dispositivo de visualização deve combinar instantaneamente para construir uma imagem de 1080 linhas. Para obter todas as 1080 linhas entrelaçadas na tela e, ao mesmo tempo, em um monitor de alta definição progressiva, o processador do monitor de baixa definição tem que tecer um conjunto de segmentos de 540 linhas para formatar a resolução em tela cheia. Ele fará isto guardando o primeiro campo em sua memória, recebendo o próximo campo e, em seguida, juntar eletronicamente os dois campos. Os dois campos combinados são exibidos de uma vez como um quadro 1080p ou 2160p. A principal diferença entre os dois é que o 1080i mostra mais detalhes do que o 720p em imagens estáticas, porem introduz artefatos entrelaçados durante imagens em movimento, onde o 720p mostra vantagem.
No caso da televisão digital, 1080i acaba sendo melhor que 720p na maioria dos casos, pois a taxa de quadros nesse caso é limitada a 25 (países PAL e SECAM) ou 30 (países NTSC) e 1080i dá uma sensação da imagem ter mais qualidade. Por isso a maioria das emissoras optam por transmitir nessa resolução. Algumas emissoras transmitem em 720p, pois em programas esportivos ou com movimentação rápida, uma imagem a 720p a 50 ou 60 quadros por segundo pode ser mais confortável do que em 1080i a 25 ou 30 quadros por segundo. Já nos games, 720p acaba sendo superior, pois muitos jogos utilizam uma taxa elevada de quadros por segundo.

## 720i
720i é um termo errôneo encontrado em inúmeras fontes e publicações. Geralmente constitui um erro de digitação em que o autor está se referindo ao formato HDTV 720p. Em alguns casos, é incorretamente apresentado como uma alternativa real para o formato 720p.
Embora esse sistema seja hipoteticamente possível, provavelmente se mostraria um pouco melhor que 480p nativos, e como os sinais entrelaçados consomem mais banda, não apresentaria compressão tão eficiente quanto o progressivo.